# Velluto nero
Velluto nero (também conhecido pelos títulos Smooth Velvet, Raw Silk e Black Emmanuelle, White Emmanuelle em inglês) é um filme de 1976, dirigido por Brunello Rondi.
Filme não-oficial da série Black Emanuelle; um encontro entre as estrelas Laura Gemser e Annie Belle -  do sucesso  Laure. A cena mais famosa do filme é aquela em que a Laura Gemser fica deitada nua na frente de dezenas de mortos.

## Trama
Cristal é uma mulher divorciada que vive com sua filha Magda em uma grande mansão. Logo chegam a modelagem Emanuelle, o fotógrafo Carlo e Laura, a outra filha de Cristal. Ao grupo também se juntam Antonio, um hippie amante de Cristal. A chegada da jovem Laura traz um sopro de ar fresco com o seu comportamento provocador e ousado, e perturba a vida de Cristal. No início, a moça livra Emanuelle das atenções prementes de Carlo, que a tratava como uma escrava, e de Antonio, que havia hipnotizado, em seguida, entra em concorrência com a mãe para convencê-la a mentir para Antonio após um suicídio, que se revela uma farsa.

## Elenco
- Laura Gemser: Emanuelle
- Gabriele Tinti: Carlo
- Annie Belle: Laura
- Al Cliver: Antonio
- Ziggy Zanger: Magda
- Nieves Navarro: Crystal
- Feodor Chaliapin: Hal Burns
- Tarik Ali: Ali